# Esperanza López Jiménez
Esperanza López Jiménez (geboren am 4. April 1992 in Málaga) ist eine spanische Handballspielerin. Sie wird auf der Position rechter Rückraum eingesetzt.

## Vereinskarriere
Die 1,58 Meter große Spielerin, die auf der Position Rückraum rechts eingesetzt wird, spielte bei Costa del Sol Málaga, mit dem sie im Jahr 2014 den Aufstieg in die erste Liga schaffte. Ab 2015 spielte sie drei Jahre lang beim Zweitligisten Adesal Córdoba. Seit 2018 spielt sie wieder für das Team aus Málaga. In der Saison 2022/23 gewann sie mit ihrer Mannschaft die Meisterschaft.

## Auswahlmannschaften
López stand von Oktober 2008 bis März 2009 in acht Spielen im Aufgebot der spanischen Jugendnationalmannschaft.

## Erfolge
- Spanische Meisterschaft 2023
- Copa de la Reina 2020, 2022
- Supercopa de España 2021
- beste Rechtsverteidigerin der Saison 2019/20[4]

## Privates
Ihre Zwillingsschwester Soledad López spielt ebenfalls Handball.